# Ayangue
Ayangue es un pequeño pueblo de pescadores y destino turístico en la Ruta del Spondylus, Ecuador. Fue fundada el 19 de julio de 1982 mediante el acuerdo ministerial N° 185. Es una de las comunas pertenecientes a la Parroquia Colonche. De amplias arenas bordeadas por dos riscos que interrumpen en el mar, es conocida como la piscina del Pacífico por su oleaje tenue.

## Datos geográficos
Está ubicada en la provincia de Santa Elena y se encuentra a 41.9 km del Cantón Santa Elena, en una bahía en forma de herradura que hace que las olas del mar entren de forma suave a la costa formando una especie de piscina natural, razón por la que también se conoce a Ayangue como "la piscina del Pacífico" Limita al norte con la comuna San Pedro, al sur por la comuna Palmar, al este por la parroquia Colonche y la cordillera del mismo nombre y al oeste con el Océano Pacífico. Su clima es seco, su temperatura promedio anual es de 25 a 29 grados centígrados, la población aproximada es de 2372 habitantes (2010).
Dentro de la zona geográfica del Ayangue se encuentran los siguientes sitios reconocidos:
- Playa Rosada
- Playa Portete grande
- Las islas de las cuevas de aguas profundas de El Viejo y El Pelado
- Lobo marino
- Las iguanas

Su forma geográfica le permite realizar realizar varias actividades en aquel lugar como: la agricultura, ganadería, entre otros. Es considerada la piscina natural del Pacífico por la forma de sus rompe olas las cuales no dejan que las olas del mar ingresen con mayor fuerza como las playas de las poblaciones vecinas.

## Historia
La historia de este sector y sus alrededores ha sido descubierta en los últimos veinte años, donde arqueólogos e historiadores han determinado que para el año 3000 a. C., las comunidades de artesanos ya poblaban este sector, algunos de los objetos descubiertos datan de más de 1000 años de antigüedad y son exhibidos en el museo arqueológico en las cercanías de Valdívia.
La población de Ayangue se dedica a la elaboración y venta de artesanías a base de coral, conchas marinas, balsa, escamas de pescado y otros materiales naturales como mate o tutumo. Muchas familias de pescadores realizan adornos de moda, joyas y recuerdos, de las piedras, conchas y huesos que extraen directamente de las aguas del océano Pacífico. Ayangue cuenta con una gran selección de auténticos restaurantes locales.
Las primeras personas que se comenzaron a situar en esta parte de la provincia de Santa Elena construyeron sus casas a partir de encontrar piezas arqueológica como las vasijas de barro, figurines, puntas echas de conchas, entre otras cosas.
Cuando se comenzó a construir la ciudadela conocida como "la casa del sol" al momento de la excavación se encontraron objetos arqueológicos sin el cuidado adecuado para ponerlo en exhibición, destruyendo de este modo todo lo referente a los restos arqueológicos.

## Actividades turísticas
Durante la temporada playera en el Ecuador (de noviembre a abril), Ayangue recibe a turistas nacionales y extranjeros. La comunidad ofrece una infraestructura pensada en el desarrollo de actividades turísticas. Contando con una playa con una longitud de 3 km, con 300 metros de playa aptas para bañistas. Es un lugar idóneo para la práctica de pesca artesanal y deportiva, deportes de playa y acuáticos. En la comuna se puede realizar avistamientos de ballenas jorobadas los meses de verano.De igual manera es posible conocer parte de la flora y fauna terrestre nativa de la zona en el Jardín Cultural, un espacio donde se mezcla la cultura y la naturaleza del lugar.